# Паул Ехренфест
Пол Еренфест (Беч, 18. јануар 1880 — Амстердам, 25. септембар 1933) био је аустријски теоријски физичар који је дао велики допринос у области статистичке механике и њених односа са квантном механиком, укључујући теорију фазног прелаза и Еренфестову теорему. Спријатељио се са Албертом Ајнштајном током посете Прагу 1912. године и постао је професор у Лајдену, где је често био домаћин Ајнштајну. Умро је убиством-самоубиством 1933; убио је свога сина инвалида Васика, а потом и себе.

## Одабрана дела
- Ehrenfest P. (1904). Die Bewegung starrer Körper in Flüssigkeiten und die Mechanik von Hertz (Diss.). Wien. — диссертация, оставшаяся неизданной
- Ehrenfest P. (1923). Theorie der Quanten en Atombouv. Haag.
- Ehrenfest P. (1932). Golfmechanika. Haag.
- Ehrenfest P. (1959). Collected scientific papers. Amsterdam: North-Holland Publishers. ed. M. J. Klein.

- Ehrenfest P. (1906). „Zur Planckschen Strahlungstheorie” (Physikalische Zeitschrift изд.): 528—532.
- Ehrenfest P., Ehrenfest T. (1907). „Über zwei bekannte Einwände gegen das Boltzmannsche H-Theorem” (Physikalische Zeitschrift изд.): 311—314.
- Ehrenfest P. (1909). „Gleichformige Rotation starrer Körper und Relativitäts theorie” (Physikalische Zeitschrift изд.): 918.
- Ehrenfest P. (1911). „Welche Züge der Lichtquantenhypothese spielen in der Theorie der Wärmestrahlung eine wesentliche Rolle?” (Annalen der Physik изд.): 91—118. doi:10.1002/andp.19113411106.
- Ehrenfest P., Ehrenfest T. (1912). „Begriffliche Grundlagen der statistischen Auffassung in der Mechanik” (Encyklopädie der mathematischen Wissenschaften mit Einschluss ihrer Anwendungen изд.). Leipzig.
- Ehrenfest P. (1913). „A mechanical theorem of Boltzmann and its relation to the theory of energy quanta”. 16 (Proceedings of the Section of Sciences, Koninklijke Akademie van Wetenschappen te Amsterdam изд.): 591—597.
- Ehrenfest P. (1914). „Zum Boftzmannschen Entropie-Wahrscheinlichkeits-Theorem” (Physikalische Zeitschrift изд.): 657—663.
- Ehrenfest P. (1916). „On adiabatic changes of a system in connection with the quantum theory”. 19 (Proceedings of the Section of Sciences, Koninklijke Akademie van Wetenschappen te Amsterdam изд.): 576—597.
- Ehrenfest P. (1917). „In what way does it become manifest in the fundamental laws of physics that space has three dimensions?”. 20 (Proceedings of the Section of Sciences, Koninklijke Akademie van Wetenschappen te Amsterdam изд.): 200—209.
- Ehrenfest P. (1927). „Bemerkung über die angenäherte Gültigkeit der klassischen Mechanik innerhalb der Quantenmechanik” (Zeitschrift für Physik изд.): 455—457. doi:10.1007/BF01329203.
- Tolman R. C., Ehrenfest P. (1930). „Temperature equilibrium in a static gravitational field”. 36 (Physical Review изд.): 1971—1978. doi:10.1103/PhysRev.36.1791.
- Ehrenfest P., Oppenheimer J. R. (1931). „Note on the statistics of nuclei”. 37 (Physical Review изд.): 333—338. doi:10.1103/PhysRev.37.333.
- Ehrenfest P. (1933). „Phasenunwandlungen im üblichen und erweiterten Sinn, klassifiziert nach den entsprechenden Singularitäten des thermodynamischen Potentiales”. 36 (Proceedings of the Section of Sciences, Koninklijke Akademie van Wetenschappen te Amsterdam изд.): 153—157.